# Kinosternon alamosae
La tartaruga del fango di Alamos (Kinosternon alamosae Berry & Legler, 1980) è una specie di tartaruga appartenente alla famiglia dei Kinosternidi, originaria dell'America centrale.

## Descrizione
Il carapace è particolarmente domato, senza carenature negli adulti, e ha una colorazione che varia dal brunastro all'olivastro. Il piastrone, di grandi dimensioni e dotato di due cerniere, è di colore giallastro o bruno-aranciato. I maschi sono generalmente più grandi delle femmine, raggiungendo una lunghezza massima di 135 mm, rispetto ai 126 mm delle femmine. Il capo è brunastro con macchie gialle sui lati. Questa tartaruga vive in piccole raccolte d'acqua, che spesso occupa solo durante il periodo in cui restano allagate, tra luglio e settembre. È in grado di sopportare temperature elevate e, in caso di periodi molto aridi, rimane interrata per proteggersi dalle condizioni estreme. Si nutre di piccole prede, che ricerca attivamente. È una specie timorosa e non aggressiva, che preferisce rinchiudersi nel carapace e rimanere immobile fino a quando il pericolo non è passato..

## Distribuzione e habitat
La specie è diffusa in Messico, lungo le pianure costiere dal Río Sonora fino a Guasave, nella regione di Sinaloa, e nelle Sierras di Alamos, dal livello del mare fino a 1000 metri di altitudine. Abita piccole e medie raccolte d'acqua, spesso temporanee ed effimere, dove può essere rinvenuta in gruppi numerosi.

## Conservazione
La desertificazione di alcuni degli habitat occupati da questa specie rappresenta la principale, se non l'unica, minaccia alla sua sopravvivenza.